# Jean Mestrezat
Jean Mestrezat (Parigi, 1592 – 1657) è stato un teologo francese, pastore protestante della Chiesa Riformata di Parigi.
Fu zio di Philippe Mestrezat, anch'egli pastore protestante, insegnante di teologia a Ginevra e autore di un Trattato contro Socino.

## Opere
- Traicté de l'escripture saincte, où est monstrée la certitude et plenitude de la foy et son independance de l'authorité de l'eglise, stampata a Ginevra da Iacques Choue̎t nel 1633
- Prediche.